# Берлінська Марія Сергіївна
Марія Берлінська (нар. 19 травня 1988, Кам'янець-Подільський, УРСР) — українська громадська діячка та волонтерка єврейського походження. Керівниця проєкту технологічного посилення Сил безпеки та оборони України Victory Drones, співзасновниця БФ Dignitas. Засновниця ГО «Центр підтримки аеророзвідки», ініціаторка правозахисного проєкту Невидимий батальйон та Жіночого ветеранського руху.
За сприяння Берлінської в Україні скасували гарантійні листи, мито та ПДВ на дрони, а митна служба перестала вважати БПЛА товарами подвійного призначення[відсутнє в джерелі][первинне джерело].

## Життєпис
Марія Берлінська народилася 19 травня 1988 року в Кам'янці-Подільському в єврейській родині викладача історії та літератури Сергія Берлінського. У 2009—2013 роках навчалась на заочному відділенні історичного факультету КПНУ, 2011 року вступила на денне відділення факультету корекційної та соціальної педагогіки та психології КПНУ.
2013 року вступила на магістратуру НаУКМА на програму юдаїка, під час Революції Гідності була членом  Жіночої сотні ім. Ольги Кобилянської, у вересні 2014 полишила навчання. У 2015 році захистила диплом і на церемонії вручення дипломів у НаУКМА була разом із Президентом України однією з чотирьох промовців.
2016 року 58-літній батько Марії прийшов до військкомату добровольцем, де йому відмовили через вік. Після втручання дочки його взяли служити в зоні АТО, заступником командира батальйону з МПЗ[прояснити] на передовій.

## Участь у російсько-українській війні

### У добровольчому батальйоні «Айдар»
У серпні 2014 Берлінська звернулася до тоді добровольчого батальйону «Айдар», поїхавши на курси підготовки аеророзвідників, при Товаристві сприяння обороні України в Києві. 2 вересня вона прибула в місце, де через три дні відбулася Засідка під Веселою Горою, і залишилася живою лише тому, що вороги туди ще не зайшли. У батальйоні «Айдар» вона пробула кілька тижнів, після чого повернулася до Києва..
9 січня 2015 у блозі на сайті Телекритика з'явилася стаття журналіста Сергія Лефтера з низкою негативних тверджень про перебування Берлінської в батальйоні «Айдар». Пресцентр батальйону «Айдар» ці твердження спростував.
2017 року пройшла курси з малої авіації, її інструктором був Ігор Табанюк.

### «Центр підтримки аеророзвідки»
З розгортанням війни на сході України Берлінська пішла до батальйону «Айдар», в його складі брала участь в бойових діях, відповідаючи за аеророзвідку. Її метою стало вдосконалити цей напрямок та передавати навички з аеророзвідки українським військовим. При проходженні курсів керування безпілотниками Берлінська виявила, що держава не забезпечує ні фахівцями, ні безпілотниками, тому знайшла однодумців і створила Центр підтримки аеророзвідки, який функціонує з січня 2015 року. З ініціативи Марії Берлінської з'явилися курси з управління дронами. Одним із перших до Центру долучився льотний інструктор Дмитро Старостін. Команда Центру зараз складається з 10 осіб, центр має 9 випусків фахівців. Центр шукає безпілотники, готує фахівців для ЗСУ і для добровольчих батальйонів.

### Після повномасштабного вторгнення
Після повномасштабного вторгнення росіян в Україні в 2022 році Марія Берлінська долучилася до волонтерської підтримки бійців ЗСУ.

### Victory Drones, Дігнітас, Люті пташки
2022 року Марія Берлінська заснувала Victory Drones — проєкт загальної технологічної мілітаризації українського суспільства та технологічного посилення Сил безпеки й оборони України, який працює в рамках БФ «Дігнітас». Завданням проєкту є навчання операторів та розробників БПЛА тактичного рівня. 2023 року стала співзасновницею фонду технологічної допомоги армії Дігнітас.
У 2023 році проєкт став частиною БФ «Дігнітас», він ставить на меті будувати технологічне й сучасне військо, надаючи ЗСУ технічну та іншу допомогу, спорядження, знання й практики[первинне джерело].
У березні 2023 року команда Dignitas під керівництвом Люби Шипович та Марії Берлінської започаткували програму підтримки ударних дронів «Люті пташки».
На початок 2024 року офлайн-курси пройшли понад 50 тис. військових, на онлайн-програми зареєструвалися понад 100 тис. учасників та учасниць.

## Громадська діяльність
24 листопада 2016 року Марія Берлінська взяла участь у програмі «Право на владу», це викликало сплеск інтересу до її особи, після ефіру Центр отримав понад 140 тисяч гривень допомоги за 5 днів.

### «Невидимий батальйон»
Берлінська стала автором і продюсером фільму «Невидимий Батальйон», знятого за підтримки USAID з метою задокументувати історію, показати, як воюють українські жінки, показати світу, що в Україні йде не «громадянська війна», як стверджує російська пропаганда, а війна з російським агресором, в якій гинуть і отримують поранення жінки, але також жінки воюють і перемагають. Прем'єра фільму «Невидимий батальйон» з аншлагом пройшла 24 листопада 2017 року.
Невидимий Батальйон — дослідницький, правозахисний проєкт та громадський рух, основна мета якого — формування професійного сектору безпеки та оборони, повноцінне та рівноправне входження в сектор громадян України за фаховою ознакою, незалежно від статі.

### Інститут гендерних програм
Берлінська очолює ГО «Інститут гендерних програм», утворений у 2016 році як інституціалізація громадського проєкту «Невидимий батальйон». Його метою є захист прав жінок, досягнення гендерної рівності та розвиток демократичних цінностей в Україні, укріплення позицій жінок у секторі безпеки та оборони і в суспільстві. Рух ставить на меті імплементувати досвід найсильніших армій світу у сфері гендерної рівності та недискримінації в секторі безпеки та оборони.

### Жіночий ветеранський рух
У 2018 році Берлінська виступила з ідеєю об'єднання ветеранок, волонтерок та військовичок в єдину загальноукраїнську організацію. Так розпочалося створення першого об'єднання жінок, задіяних в російсько-українській війні.
Влітку 2018 року відбулися перші Установчі збори ветеранок («Злет ветеранок»), що стали початком офіційного формування Жіночого ветеранського руху. Марія Берлінська в інтерв'ю зазначала, що основною метою створення Жіночого ветеранського руху є взаємопідтримка ветеранок, а також здатність впливати на формування політичних процесів через громадське об'єднання.

## Особисті погляди
Брала участь у Марші Рівності в Києві 2016 року.

## Цитати
Тил повинен рухатись дуже швидко, інакше буде рухатись фронт і рухатись не на нашу користь.

## Нагороди
- 2015 — учасниця рейтингу 2017 Ukraine's Top 30 Under 30 за версією Kyiv Post[39]
- 2015 — переможниця Волонтерської премії ЄSOS-2015[19]
- 2015 — промова Берлінської на університетській конвокації Києво-Могилянської академії була визнана найкращою промовою українського студента[19]
- 2023 — нагорода «Світло Справедливості»[40]
- 2023 — «50 лідерок України» за версією Forbes Ukraine[41]
- 2023 — учасниця списку лідерів «України УП-100» від Української правди[42]
- 2024 — одна зі списку «УП 100: Сила жінок»[43]
- 2024 — нагорода «Золоте серце»[44]

## Інтерв'ю
- Gender, nationalism and citizenship in anti-authoritarian protests in Belarus, Russia and Ukraine [Архівовано 26 грудня 2017 у Wayback Machine.]
- War has a female face [Архівовано 26 грудня 2017 у Wayback Machine.]
- Women at war: the red-nailed volunteers risking their lives on Ukraine's Donbass frontline [Архівовано 26 грудня 2017 у Wayback Machine.]
- Volunteer helps military with drones, creating film about women in army [Архівовано 26 грудня 2017 у Wayback Machine.]
- «Невидимий батальйон». Марія Берлінська в боротьбі за статус жінок, добровольців та здоровий глузд [Архівовано 26 грудня 2017 у Wayback Machine.]
- Сектор безпеки має формуватися за принципом професіоналізму, а не за статевими ознаками [Архівовано 24 листопада 2017 у Wayback Machine.]
- Коли побачила складених штабелями загиблих — зрозуміла, що готова душити вбивць свого народу голими руками [Архівовано 26 грудня 2017 у Wayback Machine.]
- Марія Берлінська | За Чай.com | 13.12.2017
- «Це буде найбільша війна дронів і технологій». Марія Берлінська, Сергій Гнезділов, «Громадське», 2023
- Роль FPV-дронів у війні, Українська Правда, 2023
- РФ наближається до технологічного переламу — Радіо NV